# 原臺灣重要物資營團
原臺灣重要物資營團，又稱昭和樓，為臺北市歷史建築，其歷史建築登錄名稱源自於該建築在日治時期曾為「臺灣重要物資營團」所持有。戰後經清算接收，在1953年撥用予審計部作為辦公處所直至1991年新審計大樓完工。2022年由審計部移撥予國立臺灣博物館，預計將作為行政辦公室使用。

## 沿革
臺北市歷史建築「原臺灣重要物資營團」，前名為「昭和樓（昭和ビル）」，曾為日治時期「東都書籍株式會社台北支店」等會社之所在地，亦曾是日治時期臺灣重要物資營團所持有之建築，位於當時的樺山町六十八號建號。臺灣物資營團成立於1944年，屬半官營機構，辦理戰爭時期臺灣物資進出口業務，在臺各地皆有相關資產。戰後，臺灣重要物資營團所轄之動產及不動產由臺灣省行政長官公署接收。1945年11月5日整合相關接收清算後的日產資源，設立「臺灣省貿易公司」，隔年2月11日更名為「臺灣省貿易局」，而後在1947年便裁撤:196-197。
目前尚未確認臺灣省貿易公司接收時期是否有直接使用，但依據謄本資料，1953年該建築正式撥用予審計部作為辦公廳，使用至1991年新審計大樓完工後相關人員陸續搬遷，該建築則逐漸空出閒置，期間審計部曾提出「審計部忠孝東路舊大樓改建計畫」，但未獲行政院同意。
該建築曾於2016年經臺北市文化資產審議委員會會議審查決議，該建物不具文化資產保存價值，無指定登錄為文化資產，同年7月文化資產保存法修正，依法興建完竣逾五十年之公有建造物及附屬設施群於處分前，應先由主管機關進行文化資產價值評估，後於經2020年12月3日公告登錄為歷史建築。
2020年監察院國家人權委員會曾於9月2日會勘，並預計使用該建築作為辦公廳舍之用。2022年該建築正式由審計部移撥予國立臺灣博物館，修復及再利用計畫公聽會於同年9月7日召開，預計延續該建築辦公廳舍機能，將再利用規劃作為國立臺灣博物館行政管理辦公廳舍使用。

## 建築特色
依登錄公告，該建築落成約於1940年代，推測不晚於1944年。樓高三層樓，位於都市景觀重要街角，為辦公廳舍型式，1953年撥用與審計部使用作為中央政府機關辦公處所，後期曾進行增建，現貌立面外觀亦有變動，但內部結構及室內隔間等仍大致維持原貌。